# 中国における検閲
中国における検閲（ちゅうごくにおけるけんえつ）は、中華人民共和国の独占支配政党である中国共産党によって義務付けられていて、これは世界で最も厳しい検閲の1つである。中華人民共和国政府は、政治的反対運動の抑制や、1989年天安門事件、中国の民主化運動、ウイグル人大量虐殺、チベットの人権、法輪功、2019年-2020年香港民主化デモ、中国本土における2019年コロナウイルス感染症の流行状況などの中国共産党に不利な出来事などを、主に政治的な理由でコンテンツを検閲している。2012年に習近平が中国共産党総書記（事実上の最高指導者）に就任して以来、検閲は「大幅に強化」されている。
中華人民共和国政府は、幅広く視聴者がリーチできるすべてのメディアに対して検閲を行っている。これには、テレビ、印刷メディア、ラジオ、映画、演劇、テキスト・メッセージング、インスタントメッセージング、ビデオゲーム、出版、インターネットが含まれている。中国政府は、自国の領土内でインターネットのコンテンツを管理する法的権利があり、中国の検閲規則は国民の言論の自由の権利を侵害していないと主張している。政府関係者は共産党の内部文書システム（Internal media of the Chinese Communist Party）を通じて検閲されていない情報には、アクセスできる。
2024年の時点で、国境なき記者団の世界報道自由度ランキングで、中国はエリトリア、シリアなどに続いて世界で8番目に報道の自由が低い国に位置している。

## 背景
中国歴代王朝には禁書があったが、近代では中華民国時代において、知られている限り最も古い中国検閲の例は、ジョン・ガンサー著『亜細亜の内幕』（原著：Inside Asia、1941年）第2巻が国民党政府による発禁の模様が記述されている。
中華人民共和国は1978年に「改革開放」政策を採用し、中国の経済構造を計画経済から市場経済に転換した。経済を刺激するために、中国政府はメディアに対する規制を緩和し、メディアの商業化、利益、成長を促進した。しかし、1989年の天安門事件が中国検閲の転換点となり、特に1989年6月4日に戒厳令が布告され中国人民解放軍が出動したことを受けて強制鎮圧され、中国政府は国際的に非難された。抗議活動とそれに続く虐殺の後、政府関係者が自由なメディアが「混乱」を促進し、政権に対する潜在的な脅威であるとみなしたため、ニュースの検閲が強化された。1995年以降、中国政府はインターネットの発達が経済成長にプラスの効果をもたらすと考え、インターネットへのアクセスを拡大した。同時に情報を管理するために戦略的検閲も採用した。
中国共産党中央宣伝部が、検閲業務を担当する主要な公的機関である。国務院新聞弁公室（State Council Information Office）や文化観光部（2018年までは文化部）などの他の部門も検閲業務を支援している。2013年、中国共産党の習近平総書記はインターネット検閲部門を強化し、独立したネットワーク規制機関である中央インターネット情報弁公室（Cyberspace Administration of China) を設立した。

## 目的
最も広義には、検閲機構の目的は中国共産党による現状の統治システムの安定性を維持することであると推察される。これには、政治的検閲だけでなく、わいせつで公序良俗に有害とみなされるコンテンツの検閲も含まれるが、後者の正当化は政治的話題を検閲する手段としても使用される可能性がある。しかし、検閲のより具体的な理由と論理は国家によって公表されてはいない。中国外の学者たちは一般に、その目的について二つの包括的な見方をする傾向がある。第一に、検閲は主に党国家に対する無許可の批判を対象としている。第二に、検閲はそれが政党国家に対して批判的であるかどうかに関係なく、主に集団行動の組織化に役立つ感情の表現を対象としている。

## 検閲機関

### 党と政府機関
中国共産党と中国政府双方の複数の機関が、検閲に対してさまざまなレベルの責任を負っている。
中国共産党中央宣伝部は検閲において重要な役割を果たしている。全国のメディア向けに編集ガイドラインを発行し、報道できないトピックや特定の方法で報道しなければならないトピックを概説している。2013年、中国共産党が運営する新聞「新京報」は、宣伝部が全国で200万人以上の「世論分析官」（中国語：舆情分析师）を雇用し、特定のトピックに関するコメントを監視していると指摘した。中国のインターネット上で情報を収集し、議論が一定の範囲を超えた場合には関連政府または党機関向けの報告書をまとめ、それによって対応するかどうか、またどのように対応するかを決定する。さらに、別の党機関である中央インターネット情報弁公室は、インターネットでのメディアと言論を監視および検閲し、言説を制御するための優先事項を概説するガイドラインをオンライン・プラットフォーム向けに発行している。
2018年、多くの機関が中国共産党のメディア統制を強化することを目的とした組織再編を受けた。印刷物、音声、オンライン形式を含む中国国内のすべてのコンテンツ出版社にライセンスを付与し、検閲していたニュース出版総署（新闻出版总署、以前は国家出版ラジオ映画テレビ局）の任務のほとんどが、 国務院の権限の下に新しく国家ラジオテレビ総局（National Radio and Television Administration）が設置された。映画と報道の関係は、国家映画局と国家報道・出版総局の形で宣伝局に直接移管された。

### 民間企業
民間のメディアは通常、政治的な内容が党の枠を超えないようにするため、独自のモニターを採用している。たとえば、テンセント社が運営する人気のメッセージングおよびソーシャル・ネットワーキング・サービス（SNS）であるWeChat（微信）は、半自動化された方法を使用して、アカウント間で送信される画像を含むコンテンツを監視し、たとえ送受信者が中国人以外でも、政治的に機密性の高い内容をチェックする。他の企業では、検閲を外部へ委託する場合もある。

## 検閲分野
検閲対象分野は政治、モラル、文化、宗教、経済、地域、健康など、広く書く分野に渡っている。

### 宗教
宗教上の検閲は、以下に述べるような制約のもとに行われる。中華人民共和国憲法は国民の「言論の自由」と同時に、「信仰の自由」も保障している。しかし実際には、宗教の実践や言論には厳しい規制が設けられている。 仏教、カトリック、プロテスタント、道教、イスラム教の5つの宗教のみが正式に認められている。中国に居住する外国人については、制約は少ないが、すべての外国人には「三自愛国」の立場から中国人への説教や改宗させることは法律で禁じられていて、これに違反した外国人は逮捕され、国外に追放される。
法輪功は中国で弾圧の対象となっており、法輪功に関連する事実上すべての宗教文書、出版物、ウェブサイトが、信者の投獄や拷問に関する情報とともに禁止されている。
中国ではキリスト教聖書の印刷は南京市にある愛徳印刷会社で許可されているが、販売は各地に広くある新華書店では行われず、認可された教会に限定されている。2008年北京オリンピックの時期にホテルに聖書が置かれたこともあったが、少なくとも2018年4月以降はオンライン販売が制限されている。

## メディア・通信・教育関係
特にメディア・通信・教育関係では、新聞、テレビ、映画、書籍、音楽、テキストトメッセージ、インターネット、ビデオゲーム、教育、科学などの分野で検閲を行なっている。

### 書籍
出版書籍の統制を管轄するのは、国務院直属、国家新聞出版広電総局である。この部局が総元締めとなって、各省・自治区、直轄市の新聞出版広電総局に方針を通達、発禁リストを作成して公安などの関係機関と連携して取り締まりを執行する体制となっている。
1989年の第二次天安門事件当時の「販売禁止図書刊行物目録」「販売停止封印図書目録」（発禁リスト）や「発禁押収刊行物目録」（押収リスト）に記載された主な出版物は、以下の通りである（書名は邦題による）。
- 『国籍なき情愛：性開放の西側での中国美男子の遭遇』
- 蘇暁康『廬山会議：中国の運命を定めた日』
- 厳家其『文化大革命十年史』
- 『手相と健康』
- 劉賓雁『嘘をつけない中国人の物語』
- 蘇暁康『河觴』
- 『金瓶梅物語』
- 『趙紫陽伝』
- 金観涛『新啓蒙』
- 西村寿行『荒暴』『侮辱された結果』『浴女』『深夜の狂態』『悪魔の足音』（中国語訳本からの再日本語訳）
- 『星象・性格・運命』

この当時、発禁の対象となった出版物は、以下のように分類される。
1. ポルノ作品
2. 迷信に基づいた書物
3. バイオレンス作品
4. 反体制の政治的な書物

映画やテレビなどの映像メディアでも共産党の歴史観に合わない内容や、海外に配信されることで外交に悪影響を及ぼすと判断された作品（抗日神劇）は内容の変更や放送中止となる。

### 映像作品
2015年6月2日に、文化部によりなどの日本のアニメ38作品が、残虐性や反社会的な表現などを理由に有害指定された。
- BLOOD-C(TVアニメ)
- School Days(UHFアニメ)
- 進撃の巨人(同上)
- 東京喰種トーキョーグール(同上)
- コープスパーティーTS(OVA、ODSアニメ)

2021年4月、江蘇省消費者委員会によりなどの日本と西洋のアニメーション21作品が、子どもに不適切な表現などを理由に有害指定された。
- ペッパピッグ
- バービードリームハウスアドベンチャー（英語版）
- マイリトルポニー〜トモダチは魔法〜
- 名探偵コナン

### インターネット
中国のインターネット検閲は、世界で最も広範囲に、しかも厳格に行われていると多くの人がみなしている。サイトや記事をブロックするシステムは「中国のグレート・ファイアウォール」（中国の大防火壁）と呼ばれている。2002年に実施されたハーバード大学の調査によると、少なくとも 18,000のWeb サイトが国内からブロックされており、その数は増え続けていると考えられている。2021年に発表された最近の大規模調査では、311,000 を超えるドメイン名がブロックされていることが明らかになっていて、そのうち 41,000件は手違いでブロックされている。禁止されたサイトには、YouTube（2009年3月以降）、Facebook（2009年7月以降）、Googleのサービス（検索、Google+、マップ、ドキュメント、ドライブ、サイト、Picasa を含む）、Twitter、Instagram、Dropbox、Foursquare City Guide、Flickrが含まれている。Googleは中国で自社の検索エンジンの検閲版を立ち上げ、人権、民主主義、宗教、平和的抗議活動に関する情報を遮断する計画を立てていたが、その後中止した。 特定の検索エンジンの用語もブロックされる。

### テキストメッセージ
国境なき記者団によると、中国にはテキストメッセージ専用の監視センターが2,800以上あるという。 2010年初頭の時点で、上海と北京の携帯電話ユーザーは、「違法または不健全な」コンテンツを送信したことが判明した場合、テキストメッセージ・サービスが遮断される危険がある。

## 歴史的推移
1955年、新生の中国国家は、反革命的、わいせつ、非常識な書籍、雑誌、写真への対処方法に関する国務院指示を発行し、大規模な政治的動員と国家行政措置の両方を組み合わせてメディア市場を規制しようとした。この指示は、国家と新文化の知識人が関与する多面的な交渉の結果生じたものである。この文書は、禁止、「清算」（さらなる出版の中止を指す）を含む、さまざまな種類のメディアに対する幅広いアプローチを提供した。指示に従って、「極度に反革命的」な書籍や雑誌、および性行為の写真は禁止された。アクション小説、武道小説に関しては、「風変わりな」テーマの出版は中止されることになったが、「善良な武道物語」は流布されてもよしとした。

### 文化大革命
文化大革命の目的は「破四旧」、つまり「古い習慣」「古い文化」「古い因習」「古い考え」を取り除くことであった。新聞がこのようなデリケートな話題に触れた場合、ジャーナリストは逮捕され、場合によっては暴力の対象となった。「攻撃的な文学」を含む本が保管されている図書館は、しばしば焼き払われた。テレビは政府によって規制されており、その目的は毛沢東党主席と中国共産党の努力を奨励することあった。ラジオも同様で、「文化大革命は実にいい」などの曲が流れた。

### 習近平政権下で
習近平党総書記は、前任者の胡錦濤総書記や江沢民総書記よりもはるかに大きな範囲で、個人的に国家および党内の権力と統制を強化してきた。したがって、彼の統治下で中国における検閲の強度と範囲は増大した。習首席は調整と統合の強化、検閲当局の効率性を高めることを監督しており、習首席の指導の下で検閲慣行は強化されている。
2021年4月、中国当局は温家宝元国務院総理が小型紙「マカオ・ヘラルド」に載せた母親への追悼文を検閲した。習政権下では反対意見は抑圧され、検閲は拡大された。8月後半、億万長者の映画監督兼女優であるチャオ・ウェイ（趙薇）に関する言及はすべて、説明もなく中国のプラットフォームから削除された。

## 社会の反応
こうした広範囲な検閲に対して、インターネット検閲の回避など、様々な反応を記しておく。

### インターネット検閲の回避
中国国民は、オンライン・プラットフォームで社会的および政治的な時事問題について議論したり、中国のグレート・ファイアウォールでブロックされた Web ページにアクセスしたりするために、インターネット検閲を回避するさまざまなテクニックを頻繁に使用している。
仮想プライベート・ネットワーク (VPN) やザ・オニオン・ルーター・ノード (TORノード) などのパブリック ・リレー・サーバーは、ブロックされた Web ページにアクセスするために中国のネットユーザーによって広く使用されている。VPNは様々な目的に使われて、無料（筑波大学の「VPN Gate」など）から有料まで各種あるが、グレート・ファイアウォールを通過するには有料VPN（以前は比較的安価な香港製、現在はより強力なおもに米国製）が使われていて、色々なVPNの比較がインターネットに毎年様々に出ている。

### 福島原発の処理水放出
2023年8月、日本は福島原発の処理水放出を始め、これに対してトリチウムの拡散に関して反対意見も日本では自由に報道されている。中国政府は放出に大反対を表明していて、「汚染水の放出」以外は検閲で報道されず、日本からの海産物の輸入を全面的に停止して、また中国人の日本への旅行が少なくなり、日本のこうした業界は苦境に陥った。ただし、しばらくしてこれは「諸刃の剣」であり、一衣帯水の中国では海産物の消費が少なくなり、中国の漁民は生活苦に陥っていることをフランスのメディアRFIが伝えている。